# Radio Elvis
Radio Elvis es un grupo musical de pop rock francés originario de París. Formado en el año 2013, está compuesto por Pierre Guénard (vocalista y guitarra), Manu Ralambo (guitarra eléctrica y bajo) y Colin Russeil (batería y teclados). Su primer álbum, llamado Les Conquêtes, fue publicado el 1 de abril de 2016. Su segundo álbum, Ces Garçons Là, fue publicado el 9 de noviembre de 2018.
En sus inicios, participaron en la competición SOSH-Los Inrocks Lab, donde lograron destacar gracias a las composiciones oníricas y poéticas escritas por Pierre Guénard, cuya inspiración se basa en figuras literarias tales como Antoine de Saint-Exupéry, Jack London y John Fante.

## Biografía
Nacido en Poitou, el cantante y líder del grupo, Pierre Guénard, pronto mostró interés por la poesía, participando en la escena slam, donde presenta por primera vez sus textos al público. En 2009 se instala en París y compone sus primeras canciones bajo el nombre de Radio Elvis. Sin embargo, Radio Elvis toma su forma actual cuatro años más tarde con la incorporación del guitarrista y bajista Manu Ralambo y el batería Colin Russeil. En ese entonces (2013), el grupo aparece en «Radio Crochet Inter», programa de radio de France Inter, y llega a la final del concurso SOSH-Los Inrocks Lab.
En 2013, publican 500 ejemplares del EP Juste avant la Ruée, gracias a una recaudación de fondos participativa. El disco fue enviado a las discográficas y vendido después de sus conciertos. Sin embargo, no es hasta 2014 que firman un contrato con PIAS para publicar Juste avant la Ruée de forma más masiva. 
En el año 2015, la banda publica su segundo EP, Los Moissons, que contiene 2 canciones inéditas (Au Loin Les Pyramides y Elle Partira Comme Elle Est Venue) y para las que realizan sendos vídeos musicales como promoción.
Su primer álbum de larga duración, Les Conquêtes, sale a la venta el 1 de abril de 2016 y es presentado durante un concierto en la sala parisina La Maroquinerie el 6 de abril de 2016. El disco contiene 11 pistas con un tema final que dura más 13 minutos. De este álbum, destacan las influencias musicales de Dominique A y de Noir Désir. Como parte de la presentación del disco, la banda realiza una gira de más de 250 conciertos. Con este lanzamiento, la banda se mantiene 7 semanas en la lista de 200 discos más vendidos en Francia.
Su segundo LP, Ces Garçons Là, se publica el 9 de noviembre de 2018 con 11 temas nuevos. El álbum permanece una semana en el puesto 122 de los discos más vendidos en Francia, obteniendo unos resultados inferiores a los de Les Conquêtes.

## Discografía

### Álbumes de estudio
- 2016: Les Conquêtes
- 2018: Ces Garçons Là

### EP
- 2013: Juste avant la ruée
- 2015: Les Moissons

### Singles
- 2019: C'était l'hiver (versión de Francis Cabrel)

### Álbumes en directo
- 2015: Live aux Pias Nites

## Premios y nominaciones
- Finalistas en 2014 del Concurso Sosh-Los Inrocks Lab
- Ganadores del Pic d'Or à Tarbes en mayo de 2014
- Entre los grupos seleccionados de Radio Crochet Inter / France Inter
- Premios del Jurado iNOUïS 2015 de la Printemps de Bourges
- FAIR 2015
- Premios Félix Leclerc
- Coup de cœur Charles Cros 2015
- Ganadores del Paris Jeunes Talents
- Premio Álbum revelación del año 2016 de los Prix des Indés
- Ganadores de los Victoires de la Musique 2017 en la categoría de Álbum revelación.